# Fleetmark
Fleetmark ist eine Ortschaft und ein Ortsteil der Stadt Arendsee (Altmark) im Altmarkkreis Salzwedel in Sachsen-Anhalt.

## Geographie

### Lage
Fleetmark, ein aus zwei Dörfern zusammengewachsenes Dorf mit Kirche, liegt etwa 17 Kilometer südöstlich der Kreisstadt Salzwedel in der Altmark am Rademiner Fleetgraben. Der nordwestliche Teil des Dorfes war früher das Dorf Kallehne, der südöstliche Teil war das Dorf Velgau.

### Ortschaftsgliederung
Zur Ortschaft gehören folgende Ortsteile und Wohnplätze:
- Fleetmark mit dem Wohnplatz  Ziegelei
- Lüge
- Molitz
- Störpke

## Geschichte

### Mittelalter bis 20. Jahrhundert
Die Gemeinde Fleetmark entstand am 1. April 1939 durch den Zusammenschluss der Gemeinden Kallehne und Velgau im Landkreis Osterburg. Gleichzeitig entstand der Wohnplatz (das Dorf) Fleetmark – die Namen der Wohnplätze der beiden ehemaligen Gemeinden wurden nicht mehr verwendet.
Die erste Erwähnung von Kallehne und Velgau stammt vom 27. Januar 1324 als tu Kalene, to Velghowe, als Agnes, die Herzogin von Braunschweig, Albrecht von Alvensleben mit der Bede in drei Dörfern belehnte. Am 1. Mai 1324, als Hans und Heinecke von Kröcher das Schloss Kalbe mit den zugehörigen Dörfern an Albrecht von Alvensleben verkaufen, wurde ein Calcouene in der Urkunde erwähnt, das als Kallehne interpretiert werden könnte. Im Landbuch der Mark Brandenburg von 1375 wurden beide Dörfer als Calene et Velegowe aufgeführt.
Bei der Bodenreform wurden 1945 ermittelt: 75 Besitzungen unter 100 Hektar hatten zusammen 895 Hektar, drei Kichenbesitzungen hatten 45 Hektar und die Gemeinde hatte 4 Hektar Land. Enteignet und aufgeteilt wurden 16,8 Hektar. Im Jahre 1948 hatten aus der Bodenreform zwei Vollsiedler jeder über 5 Hektar erhalten.
Im Jahre 1953 entstand die erste Landwirtschaftliche Produktionsgenossenschaft, die LPG Typ III „8. Mai“.

### Eingemeindungen
Am 15. Juni 1950 wurde die Gemeinde Fleetmark vom Landkreis Osterburg in den Landkreis Salzwedel umgegliedert. Am 20. Juli 1950 wurde der Wohnplatz Ziegelei Ladekath nach Fleetmark eingemeindet. Am 25. Juli 1952 wechselte Fleetmark in den Kreis Salzwedel. Am 1. Januar 1973 erfolgte die Eingemeindung der Gemeinde Molitz in die Gemeinde Fleetmark. Am 1. Juli 1994 kam die Gemeinde Fleetmark zum heutigen Altmarkkreis Salzwedel.
Am 1. Januar 2011 wurde die Gemeinde Fleetmark per Landesgesetz in die Stadt Arendsee (Altmark) eingemeindet und als Ortschaft errichtet. Ortsteile der ehemaligen Gemeinde Fleetmark und heutigen Ortschaft sind Lüge, Molitz und Störpke.

### Einwohnerentwicklung

#### Gemeinde
| Jahr | Einwohner |
| ---- | --------- |
| 1939 | 549       |
| 1946 | [00]882   |
| 1964 | 776       |
| 1971 | 775       |
| 1981 | 782       |
| 1985 | [00]970   |
| 1990 | [00]923   |
| 1993 | 761       |

| Jahr | Einwohner |
| ---- | --------- |
| 1995 | [00]850   |
| 1998 | [00]813   |
| 2000 | [00]817   |
| 2002 | [00]813   |
| 2006 | [00]803   |
| 2008 | [00]811   |
| 2009 | [00]812   |
| 2010 | [00]801   |

Quelle, wenn nicht angegeben, bis 1993

#### Ortsteil
| Jahr | Einwohner |
| ---- | --------- |
| 2011 | 541       |
| 2012 | 546       |
| 2013 | 549       |
| 2014 | 540       |
| 2015 | 527       |
| 2016 | 514       |

| Jahr | Einwohner |
| ---- | --------- |
| 2017 | 509       |
| 2020 | [00]510   |
| 2021 | [00]520   |
| 2022 | [0]518    |
| 2023 | [0]515    |

Quelle, wenn nicht angegeben, 2011–2017

## Religion
Die evangelische Kirchengemeinde Fleetmark, die früher zusammen mit Velgau zur Pfarrei Callehne gehörte, wird heute betreut vom Pfarrbereich Fleetmark-Jeetze im Kirchenkreis Salzwedel im Bischofssprengel Magdeburg der Evangelischen Kirche in Mitteldeutschland.
Die katholischen Christen gehören zur Pfarrei St. Laurentius in Salzwedel im Dekanat Stendal im Bistum Magdeburg.

## Politik

### Ortsbürgermeister
Jörg Kratz ist seit September 2021 Ortsbürgermeister der Ortschaft Fleetmark.
Der letzte Bürgermeister der Gemeinde war Klaus Ahlfeld. Er war bis Juni 2015 Ortsbürgermeister. Seine Nachfolgerin bis Ende Juli 2021 war Angelika Muhabbek (CDU).

### Ortschaftsrat
Bei der Ortschaftsratswahl am 9. Juni 2024 waren 7 Sitze zu besetzen, zwei Sitze mehr als bei der Wahl 2019.
Je 1 Sitz errangen:
- CDU
- Einzelbewerber Kratz
- Einzelbewerber Hartmann
- Einzelbewerber Schulz
- Einzelbewerberin Holz
- FREIE LISTE Altmarkkreis Salzwedel (FL)
- Einzelbewerber Eichenberg

Gewählt wurden 2 Frauen und 5 Männer. Die  Wahlbeteiligung betrug 65,49 Prozent.

## Kultur und Sehenswürdigkeiten

### Dorfkirche
Die evangelische Dorfkirche Fleetmark (früher Kallehne) ist ein Feldsteinbau aus dem späten 12. Jahrhundert. In der Mitte des 13. Jahrhunderts wurde ein Querturm über dem Westteil erbaut, das Westportal eingebaut, das Schiff erhöht sowie große Rundbogenfenster, Apsis und Ostgiebel aus Backstein hinzugefügt. Der offene verbretterte Dachstuhl und die schlichte hölzerne Einrichtung stammt von einem Umbau im Jahr 1883. Die ornamentale Deckenbemalung ist auf das Jahr 1947 datiert. Im Turm befinden sich drei Leinwandgemälde: ein Bildnis des Pfarrers Johann Hermann († 1697), eine Darstellung der Kreuzigung aus dem 17./18. Jahrhundert und ein Bild der Auferstehung Christi, die vermutlich von einem Altar des 19. Jahrhunderts stammt.

## Wirtschaft und Infrastruktur
In Fleetmark wird ein Windpark betrieben. Fleetmark hat einen Haltepunkt an der Bahnstrecke Stendal–Uelzen. Es verkehren Linienbusse und Rufbusse der Personenverkehrsgesellschaft Altmarkkreis Salzwedel. Zudem gibt es in Fleetmark mehrere Handwerkliche Unternehmen, 3 Bildungseinrichtungen und eine „nah & gut“ Filiale.